# آي إكس إل
آي إكس إل (بالإنجليزية: A.X.L)‏ هو فيلم مغامرة أمريكي لسنة 2018 من تأليف وإخراج أوليفر دالي، من بطولة أليكس نوستيدتير، بيكي جي، أليكس ماكنيكول، دومينيك رينز، وتوماس جين. الفيلم يروي قصة صبي في سن المراهقة تتغير حياته إلى الأبد بعدما يجد كلبا آليا مصنوع من أحدث ما توصلت إليه التكنولوجيا العسكرية. صدر الفيلم في الولايات المتحدة في 24 أغسطس / آب 2018 من طرف شركة غلوبال رود للترفيه، وحصل عموما على تعليقات غير مُواتـِـية من النقاد.

## قصة الفيلم
آي إكس إل هو كلب روبوتي في غاية السرية صنعه الجيش للمساعدة في حماية الجنود في المستقبل، وقد سموه العلماء الذين صنعوه بهذا الاسم (A-X-L) لأنها الأحرف الأولى من Attack-Exploration-Logistics بمعنى هجوم-إستكشاف-لوجيستيك، وهو يجسد أعلى تكنولوجيا من الجيل القادم من الذكاء الاصطناعي. بعد تجربة خاطئة، وُجد آي إكس إل مختبئا وحيدا في الصحراء من قبل شاب طيب القلب إسمه ميلز هيل (أليكس نوستيدتير) الذي وجد طريقة للتواصل معه بعد تفعيل تكنولوجيا الاقتران الخاصة به. مساعدة ميلز لآي إكس إل أكسبته ثقة هذا الأخير وبذلك فالكلب أصبح مستعدا للذهاب لأي حد في سبيل حماية رفيقه الجديد بما في ذلك الوقوف ضد العلماء الذين صنعوه والذين سيفعلون أي شيء لإرجاعه مرة أخرى. معرفة ميلز لما يمكن لآي إكس إل أن يواجهه إذا ما تم القبض عليه دفعته إلى التحالف مع فتاة ذكية وذات حيلة واسعة إسمها سارة رايز (بيكي جي) لحماية صديقه الجديد.

## الممثلون
- أليكس نوستيدتير بدور ميلز هيل
- بيكي جي بدور سارة رايز
- أليكس ماكنيكول بدور سام فونتين
- دومينيك رينز بدور آنريك
- توماس جين بدور تشاك هيل
- لو تايلور بوتشي بدور راندال
- باتريشيا دي ليون بدور خوانا رايز

## الإنتاج
فيلم آي إكس إل مأخوذ عن فيلم لإثبات مفهوم الفيلم القصير إسمه «أميال» (Miles) من تأليف وإخراج أوليفر دالي أيضا. هذا الفيلم القصير تم تمويله من طرف حملة لكيك ستارتر بدأت في 2014 واستقطبت مئة وتسعين داعما. وفقا للحملة فهذا الفيلم القصير هو فيلم عن عدم وضوح الحدود الفاصلة بين الإنسانية والتكنولوجيا
بدأ إنتاج فيلم آي إكس إل في عام 2015 عندما بدأ المؤلف/المخرج أوليفر دالي في إعادة صياغة فيلم أميال إلى فيلم روائي طويل. إنضم ديفيد إس. غويور إلى المشروع كمنتج من خلال شركته فونتوم فور بجانب كيفن تورين، انضمت ليكشور للترفيه أيضا للمشروع بجانب فونتوم فور لإنتاج الفيلم الذي بدأ تصويره الرئيسي في عام 2016. إنضمت لاحقا غلوبال رود للترفيه (سابقا أوبن رود) إلى ليكشور للترفيه للمشاركة في الإنتاج والتمويل.
في أغسطس / آب 2016 أعلنت نجمة البوب بيكي جي بأنها ترغب في الانضمام إلى طاقم التمثيل بتجسيدها دور «سارة». ممثل سلسلة ترانسبارنت التلفزيونية أليكي ماكنيكول إنضم إلى طاقم التمثيل في أكتوبر / تشرين الأول من عام 2016 رفقة أليكس نوستيدتير.

## إستقبال الفيلم

### شباك التذاكر
تم إصدار الفيلم في الولايات المتحدة وكندا في 24 أغسطس / آب عام 2018 إلى جانب فيلم  ذا هابيتايم مورديرز، وكان من المتوقع أن يجمع الفيلم 5 ملايين دولار من 1710 قاعة سينما في عطلة نهاية الأسبوع لافتتاحه، ولكنه انتهى بجمع 2.9 مليون دولار فقط حاصلا على المركز التاسع في لائحة ترتيب شباك التذاكر.

### تقييم الفيلم
في موقع الطماطم الفاسدة حصل الفيلم على تقييم %33 بناء على إثناعشر مراجعة مع متوسط للتقييم بلغ 4.3/10. على موقع ميتاكريتيك حصل الفيلم على تقييم 31 على 100 بناء على ست مراجعات، مع ملاحظة «تقييمات غير مواتية عموما». في استطلاع للرأي أجرته CinemaScore أعطي للفيلم درجة "+B" في سلم للتقييم من "F" إلى "+A"، بينما PostTrak أعطاه 59% من النتائج الإيجابية.
كاتي ريف من إيه. في. كلوب وصفت الفيلم بأنه «معرض للنسيان».

## روابط خارجية
- آي إكس إل على موقع IMDb (الإنجليزية)
- آي إكس إل على موقع روتن توميتوز (الإنجليزية)
- آي إكس إل على موقع نتفليكس (الإنجليزية)
- آي إكس إل على موقع ألو سيني (الفرنسية)
- آي إكس إل على موقع بوكس أوفيس موجو (الإنجليزية)
- آي إكس إل على موقع فيلمافينيتي (الإسبانية)
- آي إكس إل على موقع قاعدة بيانات الفيلم (الإنجليزية)
- آي إكس إل على موقع ليتربوكسد (الإنجليزية)
- آي إكس إل على موقع كينوبويسك (الروسية)